# Antherotoma naudinii
Antherotoma naudinii là một loài thực vật có hoa trong họ Mua. Loài này được Hook. f. mô tả khoa học đầu tiên năm 1867.